# Arnošt od Pardubica
Arnošt od Pardubica (Hostinka, 25. ožujka 1297. – Roudnice na Labi, 30. lipnja 1364.) bio je posljednji praški biskup (1343. – 1344.) i prvi nadiskup Praške nadbiskupije. Poznat je i po službi savjetnika i diplomata Karla IV., cara Svetog Rimskog Carstva.

## Životopis
1340. preselio se u grad Pardubice, a praškim biskupom postao je 13. siječnja 1343., no kako je papa Klement VI.,  30. travnja 1344.,  uzdigao Prašku biskupiju na rang nadbiskupije, Arnošt od Pardubica je tako jedini koji je nosio titula biskupa i nadbiskupa Praške nadbiskupije.

## Vanjske poveznice
- (engl.) natuknica u Katoličkoj enciklopediji

| Titule u Katoličkoj Crkvi | Titule u Katoličkoj Crkvi      | Titule u Katoličkoj Crkvi      |
| ------------------------- | ------------------------------ | ------------------------------ |
| prethodnik -              | praški nadbiskup 1344. - 1364. | nasljednik Jan Očko od Vlašima |